# Coupe de Tunisie de football 1958-1959
Navigation
Coupe de Tunisie 1957-1958 Coupe de Tunisie 1959-1960
La Coupe de Tunisie de football 1958-1959 est la 4e édition de la coupe de Tunisie depuis 1956, et la 29e au total. Elle est organisée par la Fédération tunisienne de football (FTF).
Al Hilal, qui joue alors en troisième division, crée la surprise en parvenant en demi-finale et en battant la grande équipe de l'époque, l'Union sportive tunisienne. La finale nécessite deux éditions.

## Résultats

### Premier tour préliminaire
Les matchs sont joués le 28 septembre 1958.
- Jeunesse sportive tebourbienne - Association sportive souk-arbienne : 1 - 0
- Étoile sportive nabeulienne - Espoir sportif de Massicaut : Forfait
- Grombalia Sports - Stade nabeulien : 6 - 0
- Mouldia sportive de Den Den - Club sportif des cheminots : 3 - 0
- Al Hilal - Association sportive Ittihad : 3 - 2
- Jeunesse sportive musulmane - Étoile sportive aounienne : 3 - 0
- Widad athlétique de Tunis - Association sportive des traminots : 3 - 0
- SIAPE Association sportive - Espoir sportif de Hammam Sousse : 3 - 0
- Patriote de Sousse - Enfida Sports : 2 - 2 (7-6 aux corners)
- Nadi Ahli Riadhi - Club sportif de Borgel : 5 - 0
- Racing Club de Mégrine - Club olympique du Kram : 3 - 2
- En-Najah - El Hilal sportif de Den Den : 5 - 1

### Tour complémentaire
Pour avoir 36 clubs au second tour, et compte tenu du nombre de clubs engagés de la seconde division (27), le premier tour ne peut qualifier que neuf clubs. Un tour complémentaire comprenant trois rencontres permet de consolider la qualifiacation du Widad athlétique de Tunis, de la Jeunesse sportive musulmane et de la Mouldia sportive de Den Den et d'écarter le Nadi Ahli Riadhi, En-Najah et le Racing Club de Mégrine.

### Deuxième tour préliminaire
Les 18 matchs sont disputés le 18 octobre 1958, à l'exception du match SIAPE AS-SC Moknine, joué le 17 novembre 1958.
- Sporting Club de Ben Arous - Jeunesse sportive tebourbienne : 3 - 1
- Patriote de Sousse - Étoile sportive nabeulien : 2 - 0
- Jeunesse sportive omranienne - Grombalia Sports : 4 - 0
- Al Mansoura Chaâbia de Hammam Lif - Mouldia sportive de Den Den : 2 - 0
- Al Hilal - Société sportive Aurora : 3 - 1
- Avenir musulman - Jeunesse sportive musulmane : 3 - 1
- Union sportive monastirienne - Widad athlétique de Tunis : 4 - 0
- Association sportive de Djerba - La Palme sportive de Tozeur : 4 - 2
- SIAPE Association sportive - Sporting Club de Moknine : 2 - 0
- Club athlétique du gaz - Étoile sportive de Radès : 1 - 0
- Sporting club de Gafsa - Étoile sportive de Métlaoui : 2 - 1
- Hirondelle sportive de Gafsa - Gazelle sportive de Moularès : 5 - 3
- Olympique de Béja - Association des anciens élèves de Mateur : 2 - 2, q. corners
- Espérance sportive de Zarzis - Olympique de Médenine : Victoire du premier club
- Union sportive Jeunesse-Khanfous (Redeyef) - Flèche sportive de Gafsa-Ksar : 4 - 3
- Patrie Football Club bizertin - Football Club de Jérissa : 4 - 1
- Union sportive musulmane olympique - El Makarem de Mahdia : 2 - 1
- Stade africain de Menzel Bourguiba - Club medjezien : 1 - 0

### Seizièmes de finale
Ce tour, disputé le 21 décembre 1958, réunit les 18 clubs qualifiés du second tour et les quatorze clubs de la division nationale.
| Équipe 1                           | Équipe 2                                   | Score 90'                      |
| Al Mansoura Chaâbia de Hammam Lif  | Stade tunisien                             | 1 - 0                          |
| Club africain                      | Union sportive Jeunesse-Khanfous (Redeyef) | 6 - 0                          |
| Union sportive musulmane olympique | Sfax railway sport                         | 2 - 2 (qualifiée aux corners)  |
| Al Hilal                           | Hirondelle sportive de Gafsa               | 4 - 2                          |
| Olympique du Kef                   | Club athlétique bizertin                   | 3 - 0                          |
| Jeunesse sportive métouienne       | Jeunesse sportive omranienne               | 3 - 0                          |
| Club athlétique du gaz             | Sporting club de Gafsa                     | 5 - 2                          |
| Stade soussien                     | Sporting Club de Ben Arous                 | 3 - 2                          |
| Union sportive tunisienne          | Patriote de Sousse                         | 3 - 0                          |
| Avenir musulman                    | Union sportive monastirienne               | 2 - 0                          |
| Stade populaire                    | Stade africain de Menzel Bourguiba         | 1 - 0                          |
| Olympique de Béja                  | Espérance sportive de Zarzis               | 3 - 1                          |
| Club sportif de Hammam Lif         | Club tunisien                              | 1 - 0                          |
| Étoile sportive du Sahel           | Stade gabésien                             | 1 - 1 q. au premier but marqué |
| Espérance sportive de Tunis        | Patrie Football Club bizertin              | 5 - 1                          |
| Association sportive de Djerba     | SIAPE Sports                               | 4 - 1                          |

### Huitièmes de finale
Les matchs sont disputés le 25 janvier 1959.
| Équipe 1                    | Équipe 2                           | Score 90' |
| Al Hilal                    | Olympique de Béja                  | 3 - 2     |
| Stade soussien              | Olympique du Kef                   | 2 - 1     |
| Union sportive tunisienne   | Jeunesse sportive métouienne       | 4 - 0     |
| Espérance sportive de Tunis | Union sportive musulmane olympique | 3 - 0     |
| Avenir musulman             | Club africain                      | 3 - 2     |
| Étoile sportive du Sahel    | Club athlétique du gaz             | 2 - 0     |
| Stade populaire             | Association sportive de Djerba     | 3 - 0     |
| Club sportif de Hammam Lif  | Al Mansoura Chaâbia de Hammam Lif  | 1 - 0     |

### Quarts de finale
Les matchs sont joués le 22 février 1959.
| Équipe 1                    | Équipe 2                   | Score 90'                    |
| Al Hilal                    | Union sportive tunisienne  | 4 - 2                        |
| Étoile sportive du Sahel    | Club sportif de Hammam Lif | 3 - 0                        |
| Espérance sportive de Tunis | Avenir musulman            | 3 - 0                        |
| Stade soussien              | Stade populaire            | 2 - 2 (qualifié aux corners) |

### Demi-finales
| Date         | Équipe 1                    | Équipe 2       | Score 90' |
| 27 mars 1959 | Espérance sportive de Tunis | Stade soussien | 2 - 0     |
| 27 mars 1959 | Étoile sportive du Sahel    | Al Hilal       | 2 - 0     |

### Finale
| Date         | Équipe 1                 | Équipe 2                    | Score 90' |
| 1er mai 1959 | Étoile sportive du Sahel | Espérance sportive de Tunis | 2 - 2     |
| 31 mai 1959  | Étoile sportive du Sahel | Espérance sportive de Tunis | 3 - 2     |

La première édition de la finale est arbitrée par l'Italien Giuseppe Adami, secondé par Mohamed Fatnassi et Moncef Ben Ali, et la seconde par le Français Claude Blum, avec Ahmed Bentini et Hédi Zarrouk.

## Meilleurs buteurs
Habib Mougou (ESS) et Abdelmajid Tlemçani (EST) marquent chacun six buts, suivis d'Aleya Ben Hassine du Stade soussien avec cinq buts.